# 6371 Heinlein
6371 Heinlein è un asteroide della fascia principale. Scoperto nel 1985, presenta un'orbita caratterizzata da un semiasse maggiore pari a 3,0751086 UA e da un'eccentricità di 0,1290105, inclinata di 15,57881° rispetto all'eclittica.